# صاقورية ثنائية اللون
صاقورية ثنائية اللون (الاسم العلمي: Calvatia bicolor) هي نوع من الفطريات يتبع جنس الصاقورية من الفصيلة الغاريقونية.